# 9694 Lycomedes
9694 Lycomedes eller 6581 P-L är en trojansk asteroid i Jupiters lagrangepunkt L4. Den upptäcktes 26 september 1960 av den nederländsk-amerikanske astronomen Tom Gehrels och det nederländska astronomparet Ingrid van Houten-Groeneveld och Cornelis Johannes van Houten vid Palomar-observatoriet. Den är uppkallad efter Lykomedes i den grekiska mytologin.
Asteroiden har en diameter på ungefär 32 kilometer.